# Colonizarea Lunii

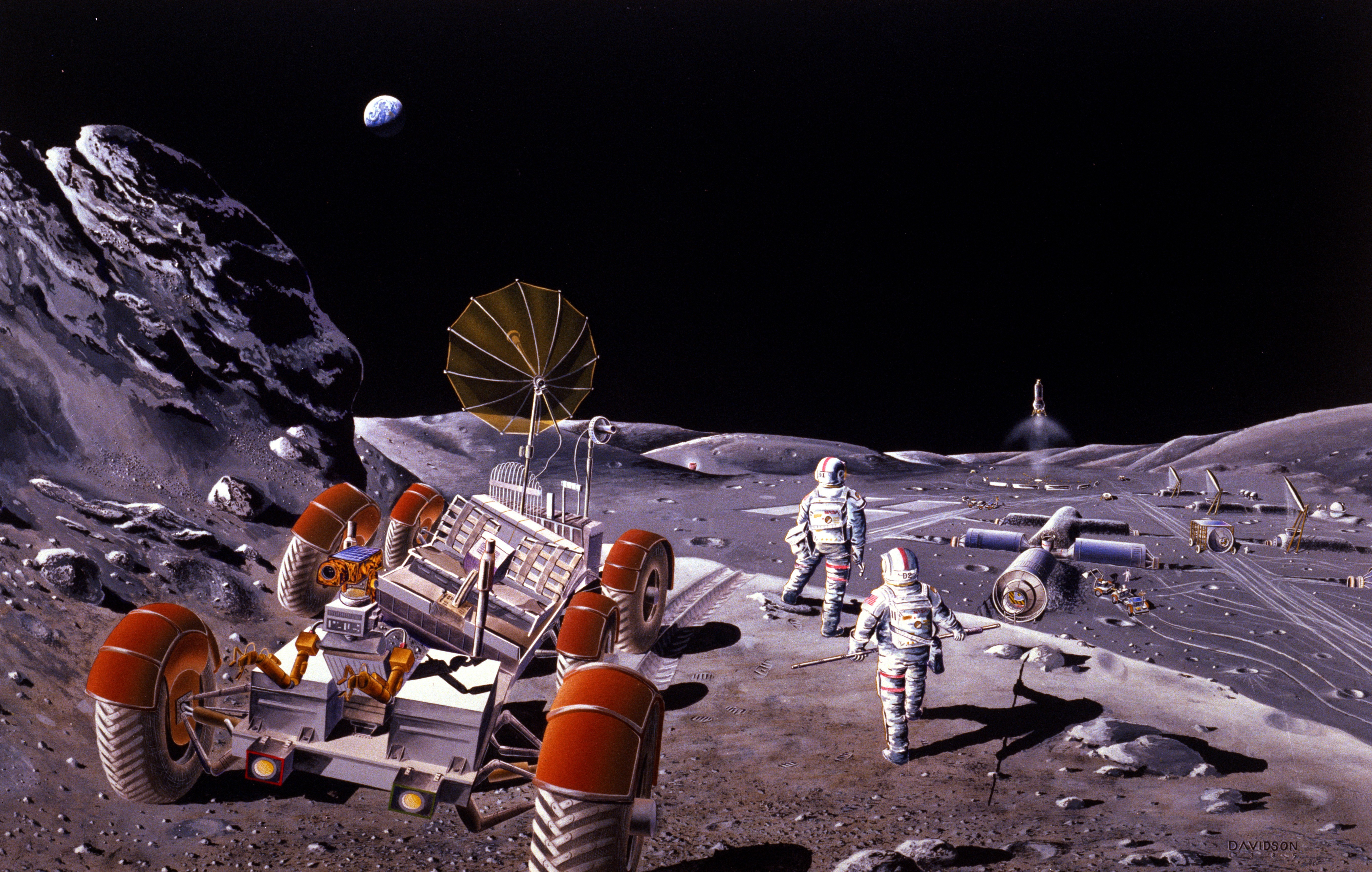
Concept din 1984

Colonizarea Lunii este un proiect propus pentru crearea unei comunități umane permanente (sau ale unei așezări robotizate) pe Lună.
Recentele cercetări indică că apa ar putea fi prezentă în cantități notabile la polii lunari, acest fapt reînnoind interesul pentru satelitul Pământului. Coloniile polare ar putea evita, de asemenea, problema nopților lunare lungi, aproximativ 354 de ore, un pic mai mult de două săptămâni, și să profite de Soarele continuu, cel puțin în timpul verii locale (nu există date pentru iarnă încă). 
Locuirea umană permanentă pe un corp planetar altul decât Pământul, este una dintre subiectele cele mai prevalente ale science fiction-ului. Pe măsură ce tehnologia avansează, cresc preocupările legate de viitorul omenirii pe Pământ, argumentând că colonizarea spațiului este un obiectiv realizabil și merită a fi amplificat. Din cauza apropierii sale de Pământ, Luna a fost văzută din totdeauna ca cel mai evident loc pentru expansiunea spațială a omenirii.

## Propuneri

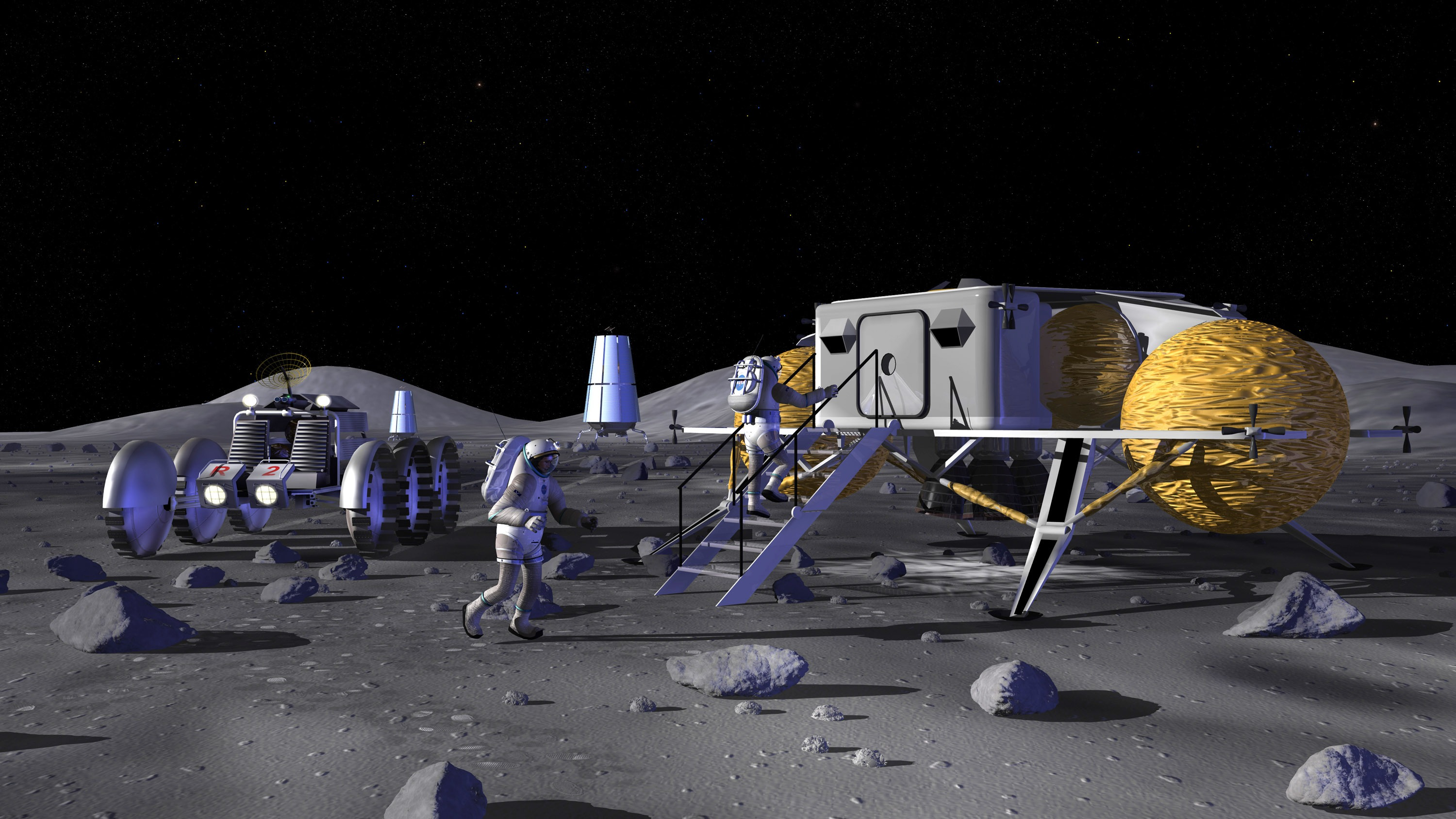
Concept din 2006

Idei privind amplasarea unei colonii pe Lună datează înainte de era spațială. În 1638 episcopul John Wilkins scrie A Discourse Concerning a New World and Another Planet („Un discurs cu privire la o lume nouă și o altă planetă”), în care a prezis o colonie umană pe Lună. Konstantin Țiolkovski, printre altele, a sugerat, de asemenea, un astfel de eveniment în viitor. Începând cu anii 1950, un număr mare de concepte și modele au fost sugerate de oamenii de știință, ingineri, etc.
În 1954, Arthur C. Clarke a propus o bază lunară pe module gonflabile acoperite cu praf lunar pentru izolare. De asemenea, o navă spațială, asamblată pe orbita joasă a Pământului, urma să fie lansată spre Lună, iar astronauții urmau să construiască module-iglu și un catarg de radio gonflabil. Ideile ulterioare au inclus stabilirea unui dom permanent mai mare; un purificator de aer pe bază de alge; un reactor nuclear pentru furnizarea de energie; și catapulte electromagnetice pentru a lansa marfă și combustibil pentru navele interplanetare în spațiu.
În 1959, John S. Rinehart a sugerat că cea mai sigură metodă de proiectare ar fi o structură care ar putea „pluti într-un ocean staționar de praf”, la acel moment exista o teorie conform căreia la suprafața satelitului existau oceane de praf cu adâncimi de 1–1,6 km. Designul propus a constat într-o construcție în formă de cilindru cu jumătăți de cupole la ambele capete, și un scut micrometeoroid plasat deasupra bazei.

### Propuneri recente
Începând cu 2006, Japonia a planificat să aibă o bază pe Lună către anul 2030. 
Începând cu 2007, Rusia planifică crearea unei baze lunare în perioada anilor 2027–32.
În 2007, Jim Burke membru a Universității Spațiale Internaționale din Franța a declarat ca oamenii ar trebui să identifice un plan al păstrării culturii omenirii în cazul unui impact cu un asteroid, care ar putea anihila civilizația de pe Terra. A fost propusă o Arcă a lui Noe „lunară”. Planificări ulterioare ar putea fi executate de către Grupul Internațional de Explorare lunară (ILEWG). 
Într-un discurs din ianuarie 2012, Newt Gingrich, candidatul republican la președinția americană, a propus un plan de a construi pe Lună o colonie americană până în anul 2020. Cu toate acestea, unii consideră acest plan imposibil din punct de vedere economic, dar și o încercare de a acumula voturi prin entuziasmul public pentru călatoria spațială.

## Avantaje – dezavantaje

### +
- O bază lunară ar putea fi un loc pentru lansarea rachetelor cu combustibil spre destinații mai îndepărtate, cum ar fi Marte.
- Lansarea rachetelor de pe Lună ar fi mai ușor executabilă decât de pe Pământ, deoarece gravitația Lunii este mai mică, ceea ce necesită o viteză mai mică de evadare. O viteză mai mică de evadare ar necesita mai puțin carburant, dar nu există nici o garanție că mai puțin carburant ar costa mai puțin bani, decât cea ce este necesară pentru a lansa de pe Pământ.
- Energia necesară pentru a trimite obiecte de la Pământ la Lună este mai mică decât pentru celelalte corpuri cerești.
- Timpul de tranzit este scurt. Astronauții programului Apollo au făcut călătoria în trei zile, iar tehnologii de viitor, ar putea îmbunătăți acest rezultat.
- Timpul de tranzit scurt ar permite, de asemenea, livrările de urgență pentru a ajunge rapid la o colonie pe Lună dinspre Pământ, sau să permită unui echipaj uman să evacueze relativ repede posibilii locuitori de pe Lună pe Pământ în caz de urgență. Acest lucru ar putea fi un element important în stabilirea primei colonii umane.
- În cazul în care Luna ar fi fost colonizată atunci aceasta ar putea permite testarea oamenilor în condiții de gravitate scăzută. Aceste rezultate ar favoriza cunoașterea posibilităților construcției unei colonii viabile pe Marte.
- Comunicarea între Lună și Pământ ar dura până la trei secunde, permițând o conversație vocală și video aproape normală, precum și să permită unele tipuri de control de la distanță a mașinilor de pe Pământ care nu sunt posibile pentru orice alt corp ceresc. Întârzierea de comunicare cu alte organisme ale sistemului solar este la câteva minute sau ore.
- Pe partea apropiată a Lunii, Pământul pare mare și este întotdeauna vizibil ca un obiect de 60 de ori mai strălucitor decât cum apare Luna pe bolta cerească, spre deosebire de alte obiecte mai îndepărtate în care Pământul va fi văzut doar ca un obiect-stea.
- Construcția observatoarelor pe Lună, din materiale lunare ar permite multe dintre beneficiile facilităților spațiale fără a fi nevoie de a le lansa în spațiu[11].
- O fermă la Polul Nord lunar ar putea oferi opt ore de soare pe zi în timpul verii locale pentru culturi de rotație. O temperatură benefică, protecția împotriva radiațiilor, insecte pentru polenizare, precum și toate celelalte ar putea fi furnizate în mod artificial. O estimare a sugerat un spațiu fermă de 0,5 hectare ar putea hrani 100 de oameni[12].

### –
- Îndelungata noapte lunară ar împiedica recurgerea la energia solară și necesită o colonie care ar putea rezista la temperaturi extreme. O excepție de la această restricție sunt așa-numitele „vârfuri de lumină veșnică”, situate la polul nord lunar care sunt în mod constant scăldate în lumina soarelui. Marginea de craterului Shackleton, spre polul sud lunar, are, de asemenea, o iluminare solară aproape constantă.
- Luna este foarte săracă în elemente volatile, cum ar fi azot și hidrogen. Carbonul, care formează oxizii volatili, este, de asemenea, epuizat. Un număr de sonde robotice, inclusiv Lunar Prospector indică o dovadă de hidrogen, în general, în scoarța Lunii în concordanță cu ceea ce s-ar fi așteptat de la vântul solar, și concentrații mai mari in apropiere de poli[13].
- Este incert dacă scăzuta gravitate de pe Lună este suficient de puternică pentru a preveni efectele negative asupra sănătății umane pe termen lung. Expunerea la imponderabilitate pe perioade de luni în adâncime a demonstrat o deteriorare a sistemelor fiziologice, cum ar fi pierderea de masă osoasă și masa musculară și un sistem imunitar deprimat.
- Lipsa unei atmosfere substanțiale duce la extreme de temperatură și face condițiile de la suprafața Lunii oarecum identice unui spațiu vid. Aceasta lasă, de asemenea, suprafața Lunii expusă la radiații pe jumătate decât cea din spațiul interplanetar, creșterea problemele legate de amenințarea sănătății de razele cosmice și a riscului de expunere de protoni de la vânt solar.
- Lipsa unei atmosfere crește șansele ca colonia să fie lovită de meteoriți. Chiar pietricele mici si praful au potențialul de a deteriora sau distruge structurile insuficient protejate.
- Cultivarea culturilor pe Lună se confruntă cu multe provocări dificile din cauza nopții lunare (354 ore), variației de temperaturi de la suprafață, expunerea la erupțiile solare, solul-azot sărac și lipsa de insecte pentru polenizare. Din cauza lipsei de orice atmosferă pe Lună, plantele ar trebui să fie cultivate în camere închise, deși experimentele au arătat că plantele pot prospera la presiuni mult mai mici decât cele de pe Pământ[14].
- Una dintre dificultățile mai puțin evidențiate nu revine Lunei în sine, ci mai degrabă intereselor politice și naționale ale națiunilor implicate în colonizare.

## Legături externe
- Nozette S, Lichtenberg CL, Spudis P;  et al. (noiembrie 1996). „The Clementine bistatic radar experiment”. Science. 274 (5292): 1495–8. Bibcode:1996Sci...274.1495N. doi:10.1126/science.274.5292.1495. PMID 8929403.
- Space Daily Lunar Polar Ice Not Found With Arecibo Radar. Retrieved 18 decembrie 2004.
- NASA Ames Research Center Eureka! Ice found at Lunar Poles Arhivat în 6 august 2013, la Wayback Machine.. Retrieved 18 decembrie 2004.
- Cornell News Arecibo radar shows no evidence of thick ice at lunar poles (...). Retrieved 18 decembrie 2004.
- NASA Johnson Space Centre Liftoff! Moon Base Alpha Arhivat în 28 septembrie 2003, la Wayback Machine.. Last checked 20 ianuarie 2005.
- Encyclopedia Astronautica Subcategory: – Manned – Lunar rover. Retrieved 20 decembrie 2004.
- DigitalSpace Concepts A Multi-Function "Service Station" for Lunar Telerobotic Base Preparation. Checked 29 ianuarie 2006.
- The vision for space exploration Arhivat în 11 februarie 2021, la Wayback Machine., NASA.
- How Stuff Works – What if we lived on the moon? Retrieved 15 March 2007.
- Wiki devoted to the return to the Moon – Lunarpedia
- OpenLuna Foundation OpenLuna.org[nefuncțională – arhivă]